# Frankie and Johnny (album)
Pour les articles homonymes, voir Frankie et Johnny.
Albums de Elvis Presley
Harum Scarum
(1965) Paradise, Hawaiian Style
(1966)
Frankie and Johnny est un album d'Elvis Presley sorti en mars 1966. Il s'agit de la bande originale du film Une rousse qui porte bonheur, dont Presley tient le premier rôle.

## Titres

### Face 1
1. Frankie and Johnny (trad.) – 2:32
2. Come Along (David Hess) – 1:52
3. Petunia, the Gardener's Daughter (Roy C. Bennett, Sid Tepper) – 2:59
4. Chesay (Ben Weisman, Fred Karger, Sid Wayne) – 1:39
5. What Every Woman Lives For (Doc Pomus, Mort Shuman) – 2:27
6. Look Out, Broadway (Fred Wise, Randy Starr) – 1:40

### Face 2
1. Beginner's Luck (Roy C. Bennett, Sid Tepper) – 2:34
2. Down by the Riverside / When the Saints Go Marching In (trad.) – 1:56
3. Shout It Out (Bernie Baum, Bill Giant, Florence Kaye) – 2:17
4. Hard Luck (Ben Weisman, Sid Wayne) – 2:51
5. Please Don't Stop Loving Me (Joy Byers) – 2:02
6. Everybody Come Aboard (Bernie Baum, Bill Giant, Florence Kaye) – 1:51

## Musiciens
- Elvis Presley : chant
- Scotty Moore : guitare électrique
- Tiny Timbrell : guitare acoustique
- Charlie McCoy : harmonica
- Larry Muhoberac : piano
- Bob Moore : contrebasse
- George Worth : trompette
- Richard Noel : trombone
- John Johnson : tuba
- Gus Bivona : saxophone
- D. J. Fontana, Buddy Harman : batterie
- Eileen Wilson : chant
- The Jordanaires : chœurs